# ای‌جی‌ام-۱۲ بولپاپ

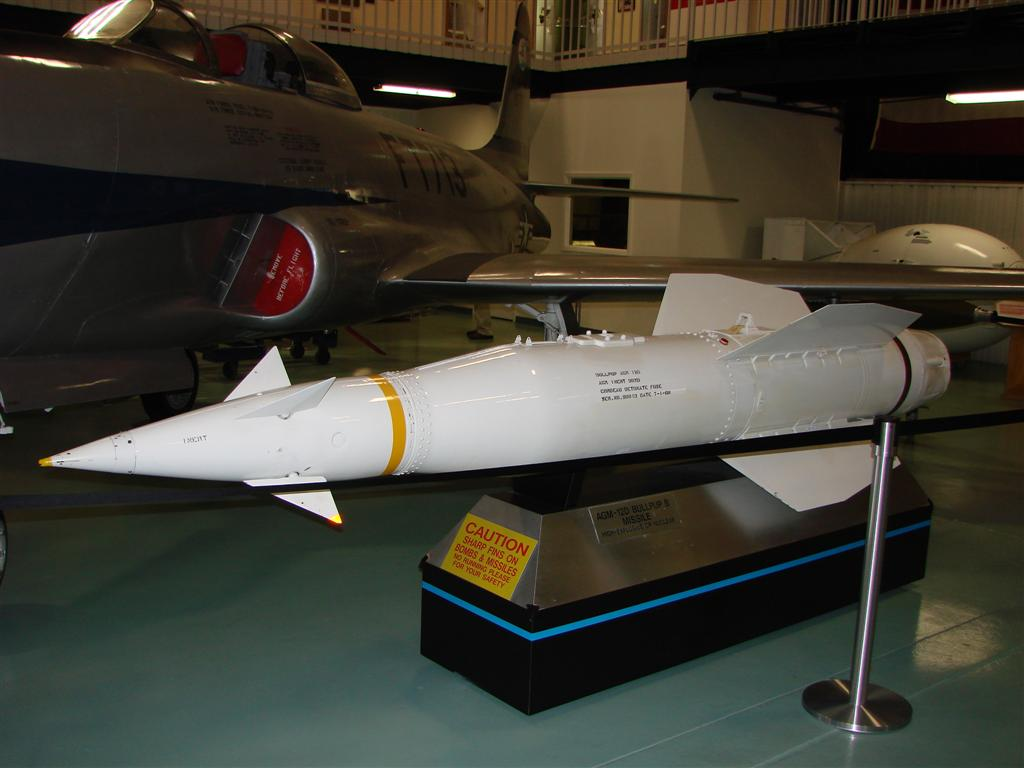
ای‌جی‌ام-۱۲ بولپاپ در موزهٔ جنگ‌افزار نیروی هوایی ایالات متحده

موشک ای‌جی‌ام-۱۲ بولپاپ (به انگلیسی: Bullpup AGM-۱۲)، موشکی هوا به زمین و با هدایت فرمان رادیویی و کوتاه‌برد است و بر پایهٔ نیاز نیروی دریایی آمریکا در دهه ۱۹۵۰ شروع به ساخت و در سال ۱۹۵۹ وارد ارتش آن کشور شد.
از این موشک ۵ ورژن تولید شد که ورژن اول ای‌جی‌ام-۱۲آ می‌باشد که قابل کاربرد در جنگنده‌ها می‌باشد.

## مشخصات
بالپاپ دارای ۴ بال متحرک به شکل دلتا می‌باشد.
- طول:۲/۳ متر
- قطر: ۵/۳۰سانتیمتر
- وزن: ۲۵۸ کیلوگرم
- سرجنگی: ۱۱۳ کیلوگرم
- برد: ۷کیلومتر